# ادواردو ساچری
ادواردو ساچری (اسپانیایی: Eduardo Sacheri‎؛ زادهٔ ۱۳ دسامبر ۱۹۶۷) فیلم‌نامه‌نویس، تاریخ‌نگار، استاد دانشگاه و نویسنده اهل آرژانتین است.
از فیلم‌هایی که وی در آن‌ها نقش داشته‌است، می‌توان به فوتبال‌دستی، بازندگان قهرمان و راز چشمان آن‌ها اشاره نمود.